# Río Yaldad
El río Yaldad es un curso natural de agua que nace en el lago Yaldad, al sur de la isla de Chiloé, fluye primero en dirección oriental y luego se dirige al sur hasta desembocar en el fiordo homónimo ubicado inmediatamente al este de Quellón.

## Trayecto
Su trayecto alcanza 17,26 km y su cuenca se extiende por 271 km².: 30 

## Historia
Luis Risopatrón, que lo llama "Yalad" lo describe en su Diccionario Jeográfico de Chile de 1924:
Yalad (Rio). 43° 05' 73° 43' Corre hacia el S i se vácia en el estremo N del estero del mismo nombre, de la isla de Chiloé. 1, xxi, p. 138; i Yaldad en 156.